# Teatre Municipal de Tallinn
Teatre Municipal de Tallinn (en estonià: Tallinna Linnateater) és un teatre de repertori situat al nucli antic medieval de Tallinn, Estònia. El Teatre Municipal de Tallinn es va establir el 1965 com a Teatre Estatal de la Joventut de la República Socialista Soviètica d'Estònia. L'any 1992, després que Estònia recuperés la independència, Elmo Nüganen n'esdevingué el director artístic, ocupant aquest càrrec fins al 2021, en què fou succeït per Uku Uusbergavui. El 1994 es va convertir en un teatre municipal i passà a tenir el nom actual.
Amb una companyia resident de 31 actors, el  teatre, com tots els teatres de repertori, acull un ampli ventall de representacions teatrals al llarg de l'any, que inclou tant obres clàssiques com contemporànies, d'Estònia i d'arreu del món.

## La seu
L'edifici del teatre és únic i és el resultat de la interconnexió de 16 cases de comerciants medievals, entorn d'un pati, que es van anar incorporant una a una a un espai que sempre resultava petit. El Teatre també utilitza altres escenaris teatrals, com ara el Molí de cavalls, a prop de l'edifici principal, i el Centre Cultural Salme, a Kalamaja. Durant la temporada 2020/2021, el teatre es va traslladar temporalment del seu edifici del carrer Lai al Centre Cultural Salme, per dur a terme la reconstrucció i ampliació de l'actual seu, un projecte que es va completar a finals de 2024.

## El festival
El Teatre Municipal de Tallinn organitza des de l'any 2000 un festival internacional de teatre bianual, Midwinter Night's Dream, que té lloc al desembre.